# Jhorrmountain
Jhorano Plet (Amsterdam, 19 juli 1995), artiestennaam Jhorrmountain, is een Nederlands-Antilliaanse rapper uit Amsterdam-Zuidoost.
Jhorrmountain begon zijn muzikale reis door beats te verzamelen via YouTube en zelf raps te schrijven. Een belangrijk keerpunt in zijn carrière was zijn samenwerking met Johnny500, waarmee hij een ep uitbracht. Het nummer Skurbah van deze ep groeide uit tot een grote hit, die anno 2024 meer dan 15 miljoen keer is gestreamd op Spotify.
In december 2017 leverde de release van de single Coño hem zowel nationale als internationale bekendheid op. Met meer dan 140 miljoen streams op Spotify, werd het een van de meest gestreamde Nederlandstalige nummers ooit. In 2022 had hij samen met Kleine John en Jmani succes in Nederland met het lied Balance.